# Via ferrata Piccolo Cir
La via ferrata del Piccolo Cir (o anche del Cir V; in tedesco Klettersteig Kleine Cirspitze) è una via ferrata dolomitica, che si trova nel Gruppo del Cir, nei pressi del passo Gardena.

## Principali caratteristiche
- Tempo totale: 60 minuti
- Difficoltà: EEA
- Dislivello: 400 metri, di cui 100 in ferrata
- Periodo: metà giugno - metà settembre
- Accesso: dal passo Gardena, ovvero dalla stazione a monte del Dantercëpies
- Discesa: per la stessa via dell'ascesa, o attraverso un canalone detritico

## Descrizione percorso
Ci si dirige verso la stazione a monte della cabinovia che risale da Selva di Val Gardena, portandosi quindi alla base del Gruppo del Cir in poco più di 20 minuti.
Dalla base si trova subito una scaletta, e successivamente un taglio in diagonale attraverso alcuni gradini, fino a passare accanto ad una statuina della Madonna. 
Successivamente si prosegue per passare in verticale una seconda paretina, poi un tratto un poco più esposto ma con buoni appigli.
Da qui una cengia che conduce all'ultimo tratto di ferrata, che dal lato ovest si sposta sul lato nord e da qui alla vetta del Cir V, a 2520 m.
Da qui ora non si può far altro che ridiscendere, per alcuni metri lungo lo stesso tratto della salita, e poi si presenta una scelta:
- Continuare a ripercorre la ferrata in discesa
- Scendere il canalone detritico tra Piccolo e Gran Cir, attrezzato con cavo metallico nei primi 50 metri